# 3e brigade de la Garde nationale
Pour les articles homonymes, voir 3e brigade.
La 3e brigade d'affectation opérationnelle nommée d'après le Colonel Petro Bolbochan (en ukrainien : 3-тя бригада оперативного призначення імені полковника Петра Болбочана abrégé en 3 БрОП ; numéro d'unité militaire 3017) également connu sous le nom de Brigade Spartiate est une brigade de la Garde nationale de l'Ukraine qui fait partie du Commandement opérationnel est, stationnée à Kharkiv ; elle porte le no 3017 et le nom de Petro Bolbotchan.

## Historique
La brigade a été créée le 11 juin 2014 alors que les hostilités ont déjà commencé à l'est. La brigade est engagée rapidement, dans la bataille de Debaltseve.
Lors du déclenchement de l'invasion de l'Ukraine par la Russie en 2022 l'unité est engagée dans la bataille de Kharkiv défendant trois sorties de la ville : vers Pyatikhatki, vers Tsyrkouny et vers Vovchansk. Par la suite, elle participe à la libération des villages de Mala Rohan, Tsyrkouny et du village de Koutouzivka près de Kharkiv. La brigade reste positionnée autour de la ville jusqu'en septembre 2022 où elle participe à la contre-offensive de Kharkiv au nord de la ville aux côtés de la 127e brigade de défense territoriale. Elle est notamment active dans le district de Dergachy où elle libère, Slatine, Kozacha Lopan, Dementiivka.
Le 2 février 2023, la 3e brigade est intégrée à la Garde Offensive, une structure englobant des brigades de la Garde nationale de l'Ukraine et de la Patrouille de police spéciale formées comme unités d'assaut. Dès lors, la brigade participe à la bataille de Bakhmout entre janvier et mars 2023, positionnée sur son flanc sud.
Lors de la contre-offensive de 2023, la brigade appuie les 33e brigade, 47e brigade et 65e brigade mécanisée du côté de Robotyne au sud-ouest du village en face de Novoprokopivka.
À partir de mai 2024, elle est redéployée au nord de Kharkiv pour faire face à la nouvelle offensive russe sur Kharkiv. Ses unités contre-attaquent dans la zone de Lyptsi - Lukyantsi aux côtés de la 13e brigade Khartia et de la 92e brigade d'assaut.

## Composition

### Structure
La structure brigade est composée des éléments suivants :
- QG de brigade
- 1er bataillon
- 2e bataillon
- 3e bataillon
- 4e bataillon
- Compagnie de chars
- Bataillon d'artillerie
- Bataillon de défense anti-aérien
- Compagnie de reconnaissance

### Équipements
La compagnie de chars est équipée de T-64BV, ses bataillons de blindés légers BTR-4, Kozak-2 et Varta Novator son artillerie d'obusier D-30 de 122 mm.

## Honneurs

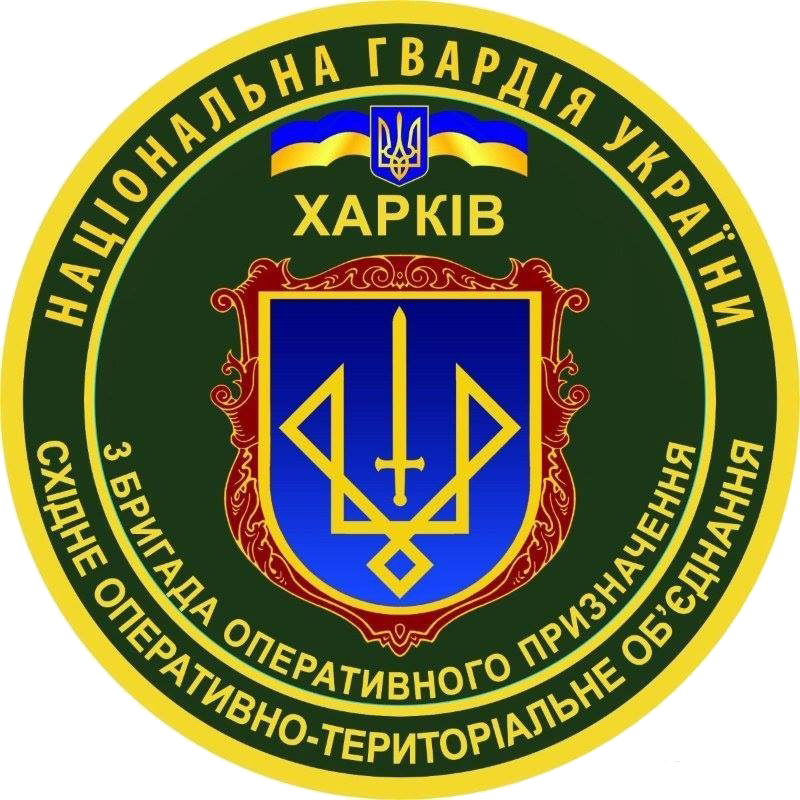
Son Insigne d'épaule avec Kharkiv et 3e brigade de la Garde nationale.

Pour le Courage et la Bravoure.

## Commandants
2022 : colonel Oleksandr Pivnenko